# Federico Cancino
Ernesto Federico Cancino (fl. XX secolo) è stato un calciatore argentino, di ruolo portiere.

## Carriera

### Club
Cancino figurò nella rosa dell'Alvear nel biennio 1923-1924, che lo vide convocato in Nazionale; con il suo club giocò almeno due tornei di massima serie, Copa Campeonato 1923 e 1924, raggiungendo in entrambe le occasioni posizioni di fondo classifica (17º su 23 nel 1923, 18º su 22 nel 1924). Nella Copa Campeonato 1926 difese i colori dell'Universal, debuttando nel torneo il 18 aprile 1926 contro l'El Porvenir. Giocò altre cinque gare, subendo in totale 14 gol; fu la sua ultima stagione in massima serie.

### Nazionale
Convocato per il Sudamericano 1923, esordì in Nazionale il 18 novembre contro il Brasile proprio nell'ambito di tale competizione. In quella gara subì un gol a opera di Nilo. L'unico altro suo incontro con la maglia della Nazionale argentina lo giocò in occasione della Copa Newton del 25 maggio 1924 a Montevideo contro l'Uruguay.

## Statistiche

### Cronologia presenze e reti in Nazionale
| Cronologia completa delle presenze e delle reti in nazionale ― Argentina | Cronologia completa delle presenze e delle reti in nazionale ― Argentina | Cronologia completa delle presenze e delle reti in nazionale ― Argentina | Cronologia completa delle presenze e delle reti in nazionale ― Argentina | Cronologia completa delle presenze e delle reti in nazionale ― Argentina | Cronologia completa delle presenze e delle reti in nazionale ― Argentina | Cronologia completa delle presenze e delle reti in nazionale ― Argentina | Cronologia completa delle presenze e delle reti in nazionale ― Argentina |
| Data                                                                     | Città                                                                    | In casa                                                                  | Risultato                                                                | Ospiti                                                                   | Competizione                                                             | Reti                                                                     | Note                                                                     |
| ------------------------------------------------------------------------ | ------------------------------------------------------------------------ | ------------------------------------------------------------------------ | ------------------------------------------------------------------------ | ------------------------------------------------------------------------ | ------------------------------------------------------------------------ | ------------------------------------------------------------------------ | ------------------------------------------------------------------------ |
| 18/11/1923                                                               | Montevideo                                                               | Argentina                                                                | 2 – 1                                                                    | Brasile                                                                  | Campeonato Sudamericano de Football                                      | -1                                                                       |                                                                          |
| 25/05/1924                                                               | Montevideo                                                               | Uruguay                                                                  | 2 – 0                                                                    | Argentina                                                                | Copa Newton                                                              | -2                                                                       |                                                                          |
| Totale                                                                   |                                                                          | Presenze                                                                 | 2                                                                        |                                                                          | Reti                                                                     | -3                                                                       |                                                                          |